# Leichtathletik-Weltmeisterschaften 1987/400 m der Frauen

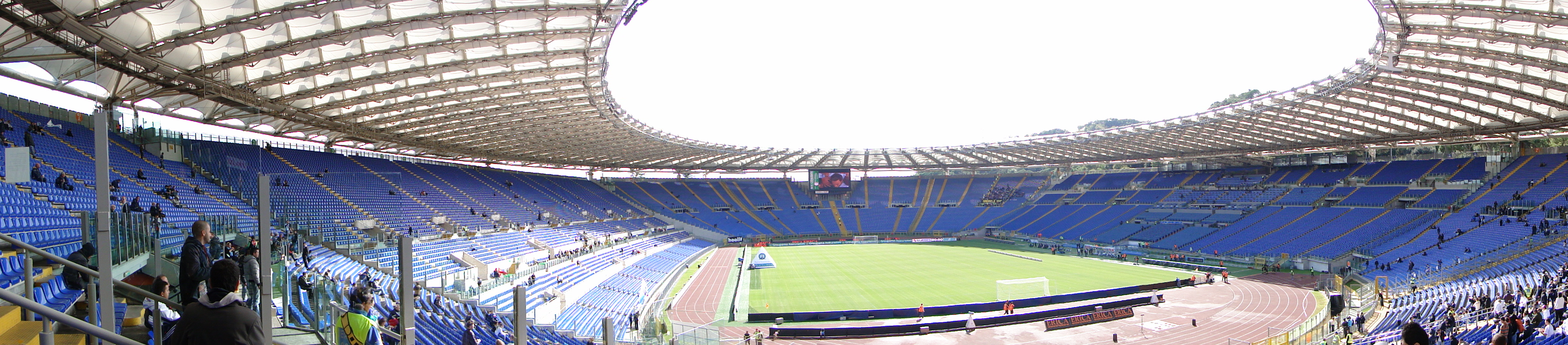
Das Olympiastadion in Rom im Jahr 2009

Der 400-Meter-Lauf der Frauen bei den Leichtathletik-Weltmeisterschaften 1987 wurde vom 29. bis 31. August 1987 im Olympiastadion der italienischen Hauptstadt Rom ausgetragen.
In diesem Wettbewerb errangen die Läuferinnen aus der DDR mit Silber und Bronze zwei Medaillen. Weltmeisterin wurde Olha Bryshina, frühere Olha Wladykina aus der Sowjetunion. Sie gewann vor der EM-Dritten von 1986 Petra Müller, spätere Petra Schersing. Bronze ging an Kirsten Emmelmann, frühere Kirsten Siemon.

## Bestehende Rekorde
| Weltrekord               | 47,60 s | Marita Koch           | Canberra, Australien          | 6. Oktober 1985 |
| Weltmeisterschaftsrekord | 47,99 s | Jarmila Kratochvílová | WM 1983 in Helsinki, Finnland | 10. August 1983 |

Der WM-Rekord wurde bei diesen Weltmeisterschaften nicht eingestellt und nicht verbessert.

## Vorrunde
29. August 1987
Die Vorrunde wurde in sechs Läufen durchgeführt. Die ersten drei Athletinnen pro Lauf – hellblau unterlegt – sowie die darüber hinaus sechs zeitschnellsten Läuferinnen – hellgrün unterlegt – qualifizierten sich für das Halbfinale.

### Vorlauf 1
| Platz | Name                               | Nation      | Zeit    |
| ----- | ---------------------------------- | ----------- | ------- |
| 1     | Olha Bryshina                      | Sowjetunion | 51,62 s |
| 2     | Sandie Richards                    | Jamaika     | 52,07 s |
| 3     | Charmaine Crooks                   | Kanada      | 52,49 s |
| 4     | Francisca Chepkurui                | Kenia       | 53,21 s |
| 5     | Assumpta Achuo Bei                 | Kamerun     | 54,18 s |
| DNS   | Kungu Bankombo                     | Zaire       |         |
| DNS   | Pilavullakandi Thekkeparambil Usha | Indien      |         |

### Vorlauf 2
| Platz | Name            | Nation                   | Zeit    |
| ----- | --------------- | ------------------------ | ------- |
| 1     | Petra Müller    | DDR                      | 51,68 s |
| 2     | Gisela Kinzel   | BR Deutschland           | 52,34 s |
| 3     | Blanca Lacambra | Spanien                  | 52,46 s |
| 4     | Fabienne Ficher | Frankreich               | 52,59 s |
| 5     | Maria Usifo     | Nigeria                  | 53,64 s |
| 6     | Jocelyn Joseph  | Niederländische Antillen | 55,61 s |
| 7     | Anna Cherry     | St. Lucia                | 57,20 s |

### Vorlauf 3
| Platz | Name                   | Nation              | Zeit    |
| ----- | ---------------------- | ------------------- | ------- |
| 1     | Marija Pinigina        | Sowjetunion         | 51,38 s |
| 2     | Denean Howard          | USA                 | 52,06 s |
| 3     | Ute Thimm              | BR Deutschland      | 52,48 s |
| 4     | Cathy Rattray-Williams | Jamaika             | 52,64 s |
| 5     | Mercy Addy             | Ghana               | 54,13 s |
| 6     | Diana Dunrod           | St. Kitts und Nevis | 57,64 s |
| DNF   | Zewde Hailemariam      | Äthiopien           |         |

### Vorlauf 4
| Platz | Name                 | Nation              | Zeit        |
| ----- | -------------------- | ------------------- | ----------- |
| 1     | Dagmar Neubauer      | DDR                 | 51,96 s     |
| 2     | Lillie Leatherwood   | USA                 | 52,16 s     |
| 3     | Marita Payne         | Kanada              | 52,21 s     |
| 4     | Josephine Singarayer | Malaysia            | 54,56 s     |
| 5     | Nadine Mbitoloum     | Tschad              | 1:01,71 min |
| DNS   | Nawal El Moutawakil  | Marokko             |             |
| DNS   | Adina Valdez         | Trinidad und Tobago |             |

### Vorlauf 5
| Platz | Name                      | Nation         | Zeit        |
| ----- | ------------------------- | -------------- | ----------- |
| 1     | Jillian Richardson        | Kanada         | 51,94 s     |
| 2     | Olga Nasarowa             | Sowjetunion    | 52,04 s     |
| 3     | Maria Magnolia Figueirêdo | Brasilien      | 52,29 s     |
| 4     | Helga Arendt              | BR Deutschland | 52,80 s     |
| 5     | Judit Forgács             | Ungarn         | 53,15 s     |
| 6     | Esther Petitón            | Kuba           | 52,50 s     |
| 7     | Vanessa Barlow            | Westsamoa      | 1:01,53 min |

### Vorlauf 6
| Platz | Name              | Nation                       | Zeit    |
| ----- | ----------------- | ---------------------------- | ------- |
| 1     | Kirsten Emmelmann | DDR                          | 51,62 s |
| 2     | Diane Dixon       | USA                          | 51,72 s |
| 3     | Ilrey Oliver      | Jamaika                      | 53,59 s |
| 4     | Ruth Morris       | Amerikanische Jungferninseln | 56,36 s |
| DNS   | Sarmila Ray       | Bangladesch                  |         |
| DNS   | Cosetta Campana   | Italien                      |         |

## Halbfinale
30. August 1987

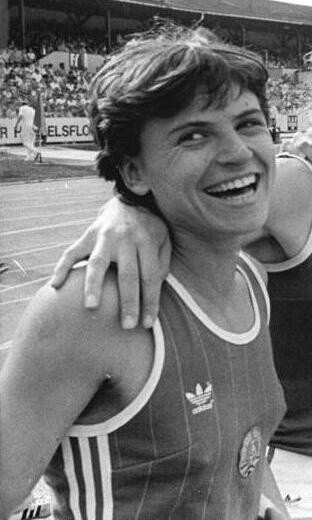
Als Vierte ihres Rennens schied Dagmar Neubauer, frühere Dagmar Rübsam, im Halbfinale aus

Aus den drei Halbfinalläufen qualifizierten sich die jeweils ersten beiden Athletinnen – hellblau unterlegt – sowie die darüber hinaus zwei zeitschnellsten Läuferinnen – hellgrün unterlegt – für das Finale.

### Halbfinallauf 1
| Platz | Name                   | Nation         | Zeit (s) |
| ----- | ---------------------- | -------------- | -------- |
| 1     | Marija Pinigina        | Sowjetunion    | 50,83    |
| 2     | Jillian Richardson     | Kanada         | 50,91    |
| 3     | Lillie Leatherwood     | USA            | 50,95    |
| 4     | Dagmar Neubauer        | DDR            | 52,15    |
| 5     | Cathy Rattray-Williams | Jamaika        | 52,51    |
| 6     | Fabienne Ficher        | Frankreich     | 52,58    |
| 7     | Helga Arendt           | BR Deutschland | 52,80    |
| 8     | Blanca Lacambra        | Spanien        | 54,72    |

### Halbfinallauf 2

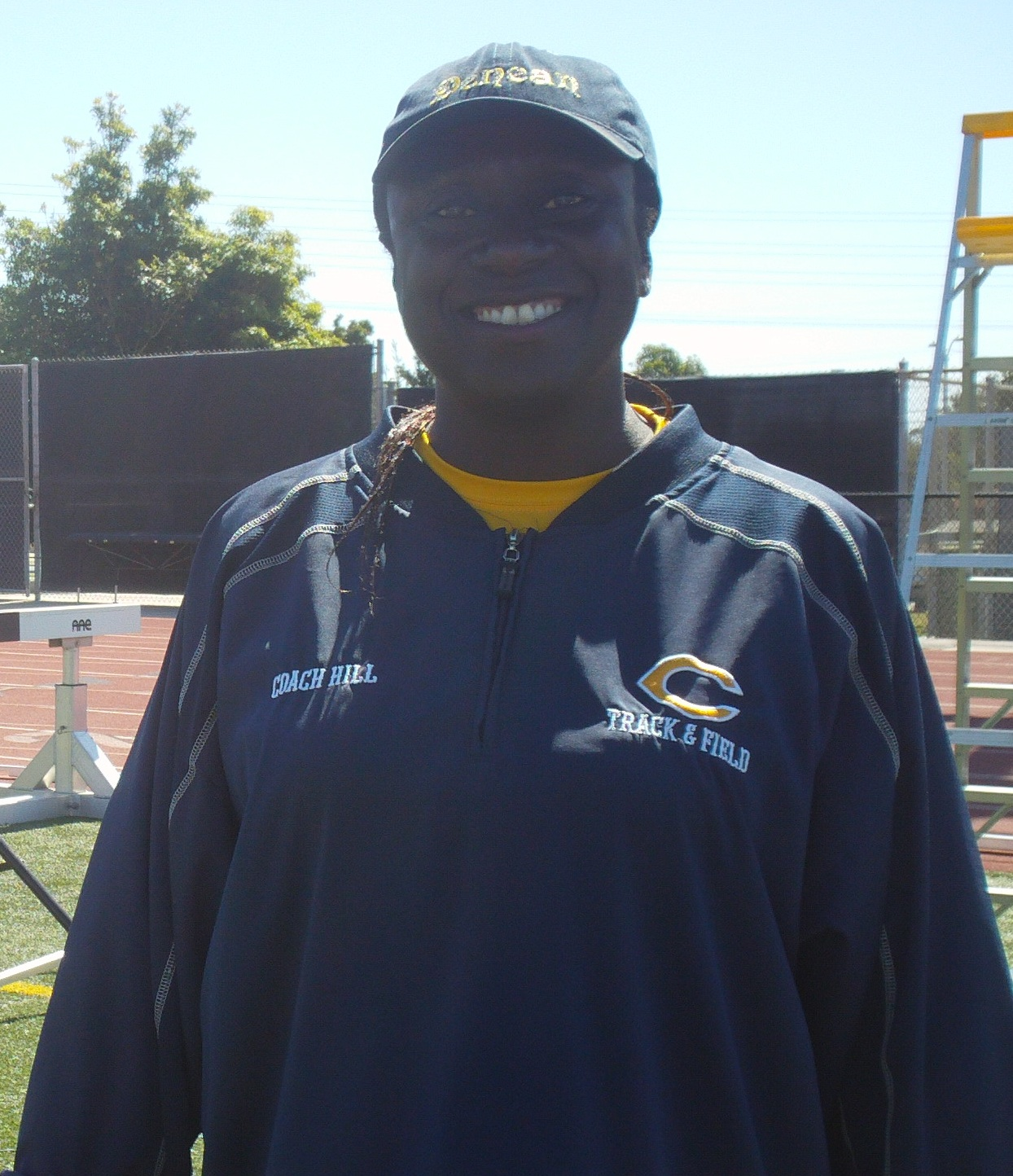
Denean Howard verpasste die Finalteilnahme als Dritte des zweiten Halbfinales um einen Rang
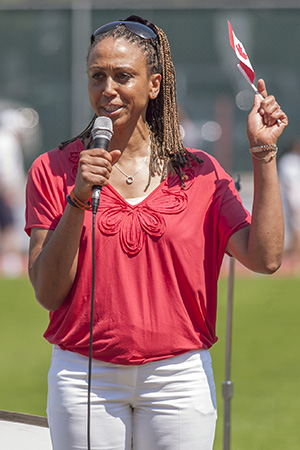
Charmaine Crooks erreichte mit dem vierten Platz in ihrem Halbfinalrennen nicht das Finale

| Platz | Name                      | Nation         | Zeit (s) |
| ----- | ------------------------- | -------------- | -------- |
| 1     | Petra Müller              | DDR            | 50,15    |
| 2     | Olha Bryshina             | Sowjetunion    | 50,88    |
| 3     | Denean Howard             | USA            | 51,28    |
| 4     | Charmaine Crooks          | Kanada         | 51,69    |
| 5     | Maria Magnolia Figueirêdo | Brasilien      | 52,24    |
| 6     | Gisela Kinzel             | BR Deutschland | 52,66    |
| 7     | Judit Forgács             | Ungarn         | 52,99    |
| 8     | Ilrey Oliver              | Jamaika        | 53,35    |

### Halbfinallauf 3
| Platz | Name                | Nation         | Zeit (s) |
| ----- | ------------------- | -------------- | -------- |
| 1     | Kirsten Emmelmann   | DDR            | 50,53    |
| 2     | Diane Dixon         | USA            | 50,83    |
| 3     | Olga Nasarowa       | Sowjetunion    | 51,07    |
| 4     | Ute Thimm           | BR Deutschland | 51,23    |
| 5     | Sandie Richards     | Jamaika        | 51,54    |
| 6     | Marita Payne        | Kanada         | 51,75    |
| 7     | Francisca Chepkurui | Kenia          | 52,86    |
| DNS   | Maria Usifo         | Nigeria        |          |

## Finale

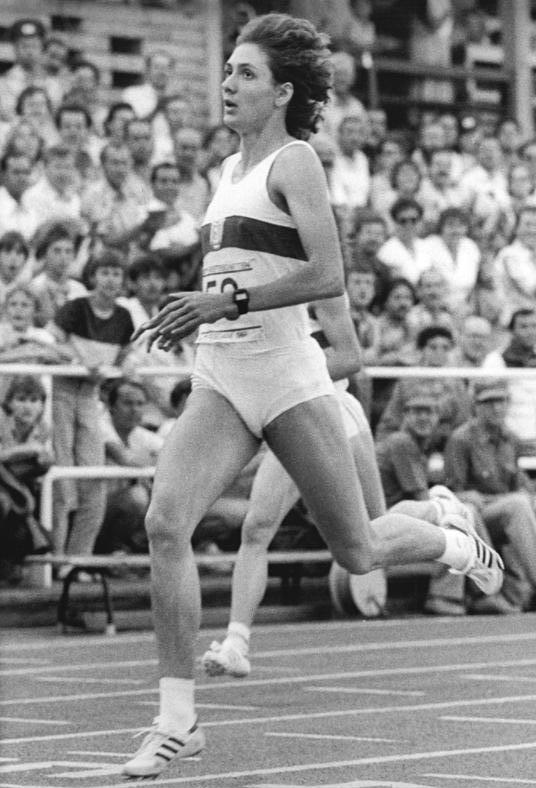
Die EM-Dritte von 1986 Petra Müller, spätere Petra Schersing, wurde Vizeweltmeisterin
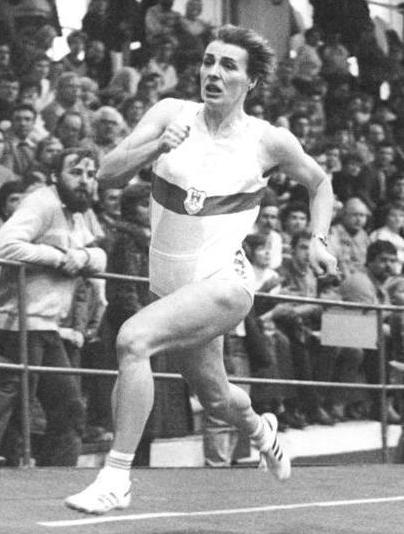
Bronzemedaillengewinnerin Kirsten Emmelmann, frühere Kirsten Siemon

31. August 1987
| Platz | Name               | Nation      | Zeit (s) |
| ----- | ------------------ | ----------- | -------- |
| 1     | Olha Bryshina      | Sowjetunion | 49,38    |
| 2     | Petra Müller       | DDR         | 49,94    |
| 3     | Kirsten Emmelmann  | DDR         | 50,20    |
| 4     | Marija Pinigina    | Sowjetunion | 50,53    |
| 5     | Lillie Leatherwood | USA         | 50,83    |
| 6     | Jillian Richardson | Kanada      | 51,03    |
| 7     | Diane Dixon        | USA         | 51,13    |
| 8     | Olga Nasarowa      | Sowjetunion | 51,20    |